# Symfonisk
Symfonisk är ett begrepp inom musik som betyder samklingande, och kommer ytterst av grekiskans symphonia, samklang.